# Cortometrajes de Roger Rabbit
Los cortos de Roger Rabbit son una serie de cortometrajes de animación producidos por Walt Disney Feature Animation desde 1989 hasta 1993. La antología presenta a Roger Rabbit, el animado protagonista de Who Framed Roger Rabbit, alistándose para cuidar a Baby Herman ("Bebé Herman" en Hispanoamérica) mientras su madre está ausente, lo que resulta en una trama definida por el humor slapstick y gags visuales. Cada corto concluye con una secuencia que envuelve acción en vivo y animación, donde los personajes interactúan con seres humanos en vivo, similar a la película de 1988. Estos se filmaron desde 1988 hasta 1993. 
Charles Fleischer, Kathleen Turner, Lou Hirsch, y April Winchell regresaron para retomar las voces de la película, junto a los productores Steven Spielberg, Kathleen Kennedy, Frank Marshall, y Don Hahn. Marshall también dirigió los segmentos de acción en vivo en los primeros dos cortos, mientras Industrial Light & Magic se encargaba de los efectos visuales de la acción en vivo. Producidos junto con Spielberg  Amblin Diversión, los tres cortos (Tummy Trouble, Roller Coaster Rabbit yTrail Mix-Up) estaban originalmente sujetos a las adaptaciones teatrales de varias películas de Disney y Amblin. Un cuarto corto, Hare in My Soup, fue cancelado durante la preproducción y tres más (Clean and Oppressed, Beach Blanket Bay y Bronco Bustin' Bunny) también cancelados en las etapas de planificación.

## Tummy Trouble (Dolor de barriga)

### Trama
Roger está encargado de vigilar a Baby Herman cuando su madre necesita salir durante una hora. Tan pronto como ella se va, Herman estalla en un fuerte ataque de llanto que Roger no parece poder frenar hasta que saca el sonajero favorito de Herman, el que inmediatamente atrae la atención de este. Después de un breve segundo sacudiéndolo, Herman se traga el sonajero, por lo que Roger debe llevar al bebé al horpital. Roger se siente culpable cuando lo visita, pero rápidamente se da cuenta de que Herman quiere beber el biberón de leche en la habitación. Roger hace eructar a Herman y, cuando este eructa, despide el sonajero. Pero en la alegre celebración de Roger se lo traga accidentalmente, y Baby Herman se molesta porque perdió su juguete. Roger comienza a bailar, sus caderas traquetean con el juguete y le dan diversión a Baby Herman, pero un médico irrumpe y confunde a Roger con Baby Herman y lo prepara para una cirugía de emergencia. 
Cuando Roger se fue, Herman vio que Jessica Rabbit estaba empujando un carrito de biberones de leche y la persigue, y finalmente sigue a un biberón de leche fuera de control hasta la sala de urgencias, donde Roger está atado a la camilla y los cirujanos se habían ido a almorzar. Herman confunde un gran láser quirúrgico con una botella y se sube a él, y casi disecciona a Roger en el proceso. El láser se separa del techo y lanza una mesa de escalpelos y agujas hipodérmicas a Roger, quien los evita, pero se electrocuta en el proceso. El láser vuela por la habitación y aterriza bajo la camilla de Roger, y él y Herman salen despedidos de la sala de urgencias. Esto que hace que Roger despida el sonajero y que Baby Herman se lo vuelva a tragar. Chocan contra una silla de ruedas y quedan sentados en esta, luego se deslizan por el pasillo y caen en un hueco de ascensor abierto, debido a que los pisos mojados causa que la silla de ruedas en la que se deslizan patine fuera de control. Baby Herman utiliza el pañal como paracaídas y aterriza en el piso, mientras que Roger termina siendo aplastado por el ascensor cuando  intenta atrapar a Herman. Finalmente, terminan en una habitación con montones de bombas de gas que se encienden y los dos son  lanzados por el aire a varios kilómetros. Cuando caen, Herman escupe el sonajero y Roger se lo traga de nuevo. Cuando regresan al hospital, Roger se estrella contra varios pisos antes de aterrizar con un tortazo en la recepción. Mientras Roger se está recuperando, Baby Herman aterriza sobre él, lo que le hace que vuelva a escupir el sonajero, y finalmente terminan sus aventuras. Pero la celebración de Roger es efímera cuando ve la factura por su descontrolada destrucción y se desmaya. Luego, Herman se gatea hacia el sonajero, y cuando la pantalla se está poniendo en negro, se escucha que alguien traga algo; es Baby Herman que se traga el sonajero otra vez. 
Sin embargo, durante los créditos finales, Herman, enojado, amenaza con causar más problemas si tiene que tragar el sonajero nuevamente. A diferencia de los siguientes dos dibujos animados, este corto se terminó. 

### Elenco
- Charles Fleischer como Roger Rabbit.
- Kathleen Turner como Jessica Rabbit.
- Lou Hirsch como Baby Herman adulto.
- April Winchell como la Sra. Herman y Baby Herman.
- Corey Burton como el cirujano.
- Richard Williams como Droopy.
- Bob Hoskins como Eddie Valiant (no acreditado).

### Producción
Tummy Trouble fue producido a lo largo de nueve meses por un equipo de 70 animadores de Disney. Fue el primer corto animado que Disney produjo en 16 años para acompañar el lanzamiento original de una película, desde Winnie the Pooh and Tigger Too en 1974.
El corto fue lanzado por Walt Disney Pictures teatralmente con Honey, I Shrunk the Kids y en el lanzamiento inicial del video de esa película. Una adaptación de este corto apareció en la novela gráfica Roger Rabbit: The Resurrection of Doom. 
Fue reeditado con Aladdín (1993, Reino Unido), El rey león (1994, USA) y Pocahontas (1995, Australia).

## El conejo de la montaña rusa

### Trama
Roger Rabbit, Baby Herman y la Sra. Herman están en la feria del condado local. La Sra. Herman va a hacer que un adivino le lea la palma de la mano, ella le pide a Roger que vigile a Baby Herman hasta que regrese y se arruine todo otra vez más. Roger mira a regañadientes a Baby Herman, quien pierde su globo rojo y Roger va a buscarle uno nuevo. Sin embargo, antes de que regrese, Baby Herman ve otro globo rojo en un juego de dardos y trata de agarrarlo. Cuando Roger regresa para darle a Baby Herman su globo, ve que se ha ido y comienza la persecución. Primero, Baby Herman persigue al globo en un territorio donde hay un toro pastoreando. Roger inmediatamente sigue al joven y cae en el estiércol de toro. Baby Herman camina por debajo del toro. Nota que hay un objeto redondo como un globo y lo agarra; Sin saber, en realidad, que era el escroto del toro. El animal de pastoreo grita. Roger recoge a Baby Herman, pero resulta que está mirando al toro a los ojos. El animal lanza a Roger y a Baby Herman al aire, y volando los saca del campo y se estrellan contra una montaña rusa que se desplaza lentamente hacia arriba. 
En la siguiente etapa de este corto, el carruaje continúa subiendo una colina alta en la pista. Los dos alcanzan la cima, para ir más allá de las nubes y el espacio. Roger mira hacia abajo y ve el mundo. Momentos después, el carruaje desciende miles de metros. La velocidad de la caída se mantiene durante el resto de la persecución. Después de unos pocos giros y vueltas (en la pista) aparece una foto de Jessica Rabbit, donde está atada a las pistas, incapaz de moverse. Ella pide ser salvada antes de que el carruaje de Roger y Baby Herman la aplaste. A medida que el carro se acerca, se cae y afortunadamente rebota sobre Jessica, esquivándola por completo. La cámara se mueve y además de ella, aparece Droopy para decir solo una línea rápida. La historia luego continúa. Roger agarra a Baby Herman, tambaleando y perdiendo el carruaje, dejando a Roger deslizarse  por la pista con sus pies, que gradualmente se van incendiando por la fricción. Las pistas dirigen hacia un túnel oscuro y luego se encuentran con un "cartel de camino incorrecto". Finalmente, Herman y Roger se estrellan contra el cartel y entran en un estudio de filmación de la vida real, generando un cruce entre la realidad y los dibujos animados en el largometraje. 

### Elenco
- Charles Fleischer como Roger Rabbit.
- Kathleen Turner como Jessica Rabbit.
- Lou Hirsch como Baby Herman adulto.
- April Winchell como la señora Herman y Baby Herman.
- Corey Burton como Droopy.
- Frank Welker como el Toro.

#### Elenco de reparto
- Charlie Adler como las voces en off de los hombres (sin acreditar)
- Jim Cummings como el anunciador de la feria (sin acreditar)

### Producción
Roller Coaster Rabbit (junto con Trail Mix-Up ) fue producido en The Magic of Disney Animation ubicado en Disney-MGM Studios en Lake Buena Vista, Florida. Rob Minkoff dirigió el segundo corto de la serie. 
Spielberg quería que el corto apareciera en Aracnofobia, la primera película de Hollywood Pictures y una coproducción entre Disney y Amblin. Sin embargo, el CEO Michael Eisner optó por lanzar el cortometraje con el estreno de Dick Tracy en Estados Unidos, de Touchstone Pictures, con la esperanza de que el cortometraje aumentara la popularidad de la película. Spielberg, que tenía el 50% de la propiedad intelectual del personaje, decidió cancelar Hare en My Soup, el tercer corto que había entrado en producción. En este caso, el relanzamiento teatralmente antes del de Toy Story (1995).

## Lío en el bosque (Trail Mix-Up)

### Trama
El corto presenta a Roger Rabbit, Baby Herman y la Sra. Herman en el bosque estando de campamento. La señora Herman planea ir a cazar y deja a Roger para que vigile a Baby Herman. El problema comienza cuando Baby Herman se adentra en los peligros del bosque y Roger tiene que ir a salvarlo, lo que lleva a múltiples desgracias; como Roger entrando en pánico al ver un insecto inofensivo y rociándolo con mucho insecticida (llamado Mink-Off), tanto que muchos árboles mueren. Más tarde, Baby Herman sigue a una abeja hasta una colmena y Roger intenta salvarlo. La colmena cae sobre la cabeza de Roger, lo que causa que lo piquen reiteradas veces. Las abejas lo persiguen, por lo que Roger se tira a un lago, donde entra en pánico al ver la aleta dorsal de un tiburón (que en realidad es controlada por Droopy). 
Más tarde, Baby Herman sigue a un castor (al confundirlo con un perro) y Roger los persigue. Baby Herman sigue al castor por un montón de troncos, y Roger lo sigue también, solo para saber que Baby Herman y el castor se dirigen al aserradero. Esto termina con Roger destruido por un aserradero (y el resultado es 13 Rogers pequeños, que luego se unen nuevamente en un Roger de tamaño normal, que sigue a Baby Herman, quien aún sigue al castor, en una cinta transportadora con troncos). Termina con los troncos arrojados a un canal, que eventualmente desembocan en un río. El tronco, Roger, Baby Herman y el castor se estrellan contra un oso, que también termina en el tronco. Luego los cuatro caen de una cascada. La cabeza de Roger se atasca en una ramita que sobresale de la cascada, y él atrapa a Baby Herman (agarrando el castor), y el oso agarra las piernas de Roger. El peso de todos los hace rebotar, y vuelan hasta chocar contra una gran roca. 
La roca comienza a rodar por una colina, derribando otro tronco de un árbol (con los mismos efectos de sonido que un salón de bowling), y luego vuelan desde un acantilado. Finalmente, Roger, el oso, el tronco, el castor, la roca y Baby Herman aterrizan en ese orden sobre el viejo y previsible géiser. Luego, el viejo y previsible géiser entra en erupción, lo que causa que el grupo salga volando del estudio de Hollywood, antes de aterrizar en el Monte Rushmore y destruirlo. Todos están golpeados, y Baby Herman le grita a Roger que está por destruir un monumento nacional. Roger responde que "no es el fin del mundo", y planta una bandera (hecha con sus pantalones) en el suelo y saluda, pero luego la Tierra se desinfla. 

### Elenco
- Charles Fleischer como Roger Rabbit.
- Kathleen Turner como Jessica Rabbit.
- Lou Hirsch como Baby Herman adulto.
- April Winchell como la Sra. Herman y Baby Herman.
- Corey Burton como Droopy.
- Frank Welker como el oso y el castor.

#### Elenco de reparto
- Alice Playten como la abeja (sin acreditar).
- Jim Cummings como Mount Rushmore (sin acreditar).

#### Doblaje español (Barcelona,Sonoblok)
- Marco Mete como Roger Rabbit.
- Rosa María Belda como Jessica Rabbit.
- Pepe Mediavilla como Baby Herman y el director.
- Gloria Cámara como la Sra. Herman.
- Eduardo Muntada como Droopy.
- Juan Fernández como un conductor.
- Joaquín Muñoz como voz en off.

### Producción
Lío en el bosque (Trail Mix-Up) fue dirigida por Barry Cook, en lugar de Rob Minkoff, quien se mantuvo como coproductor ejecutivo. Trail Mix-Up fue el tercero y último corto de Roger Rabbit, y nuevamente fue producido por el estudio de Disney en Florida. A diferencia de los dos cortos anteriores, la animación y el armado se realizaron digitalmente en el sistema CAPS del estudio. El corto fue lanzado teatralmente con A Far Off Place de Disney/Amblin el 12 de marzo de 1993.

## Medios domésticos
En 1995, una cinta VHS de los tres cortos se lanzó bajo el título It's Roger Rabbit, junto con ¿Quién engañó a Roger Rabbit? Un video casi idéntico fue lanzado en 1996 bajo el título de Disney y Steven Spielberg presenta The Best of Roger Rabbit. Los tres cortos también se incluyen en la edición especial de 2003 del DVD de ¿Quién engañó a Roger Rabbit? El 12 de marzo de 2013, Walt Disney Studios Home Entertainment remasterizó y reeditó los tres cortos como parte del lanzamiento en Blu-ray por el 25 aniversario de ¿Quién engañó a Roger Rabbit?